# Station Bagnols - Chadenet
Station Halte de Bagnols - Chadenet is een spoorwegstation in de Franse gemeente Chadenet.